# Đuro Zec
Đuro Zec (in serbo Ђуро Зец?; Novi Sad, 6 marzo 1990) è un calciatore serbo, centrocampista o ala del Mladost Lučani.